# Katazóna
A katazóna (görög:κατα- (kata-) „legalsó” és ζώνη zōnē „öv”) a geológia és kőzettan által  használt szakkifejezés, amely azt határozza meg, hogy a metamorfózis milyen körülmények között zajlott le. A katazónának megfelelő hőmérséklet 700 °C és 800 °C között van, a megfelelő nyomásérték 800 megapascal és a mélység 30 és 35 km között van.
Kőzetei:
- gneisz
- eklogit
- márvány
- kvarcit

## Lásd még
- Epizóna
- Mezozóna